# Minha Nada Mole Vida
Minha Nada Mole Vida é um seriado de televisão brasileiro produzido pela TV Globo e exibido originalmente nas noites de sexta-feira de 7 de abril de 2006 até 8 de junho de 2007, em 3 temporadas.
Escrita por Fernanda Young e Alexandre Machado, com direção de Luciana Oliveira, direção geral de José Alvarenga Jr. e núcleo de Guel Arraes.
Foi estrelado por Luiz Fernando Guimarães e Maria Clara Gueiros.

## Enredo
Luiz Fernando Guimarães interpreta o personagem principal, Jorge Horácio, colunista eletrônico que apresenta na emissora fictícia TV Tudo Plus o programa Jorge Horácio by Night, no qual cobre festas badaladas e entrevista famosos. No dia-a-dia do apresentador são abordados os conflitos causados pela ex-mulher Silvana (Maria Clara Gueiros) e por sua relação com o filho Hélio (David Lucas), de dez anos. Jorge Horácio by Night é apresentado como um programa dentro do programa, com sua abertura e seu tema musical ("Gonna Make You Sweat (Everybody Dance Now)", do C+C Music Factory) próprios.
o tema de abertura do programa é "Não é mole não" do grupo Funk'n'Lata.

### Mudanças
Jorge Horácio by Night segue muito aproximadamente o formato de coluna social eletrônica consagrado por Amaury Jr. e seguido por Otávio Mesquita e outros apresentadores. No início da primeira temporada as referências aos programas de Amaury Jr. eram mais explícitas. Em certa ocasião, quando teve que interromper a transmissão ao vivo, Jorge Horácio pediu a reexibição das imagens de sua viagem recente a Punta del Este—o cassino Conrad, de Punta del Este, é um anunciante tradicional do Programa Amaury Jr. e um destino freqüente das viagens do apresentador. O fundo musical de dance music em geral, e o emprego de pelo menos uma música dos KC and the Sunshine Band em especial, são referências mais ou menos claras a Amaury Jr (dois temas dos KC & the Sunshine Band fazem parte da trilha regular do Programa Amaury Jr., incluindo "Keep it comin' love", a música mais freqüentemente associada à atração). Na medida em que os episódios passaram a destacar mais a relação entre pai e filho, os elementos de paródia de programas reais ficaram em segundo plano.
Na terceira temporada, em busca de audiência, a TV Tudo Plus promoveu alterações no Jorge Horácio by Night: a redação do programa, finalmente mostrada, foi transferida para uma parte do almoxarifado da emissora, num sinal claro de rebaixamento das condições da equipe. Nessa ocasião, sem maiores explicações, Cabreira foi substituído por Pascal, um obscuro diretor de filmes de arte que despropositadamente procura dar ao Jorge Horácio by Night um tom ora mais dramático, ora mais "conceitual"—com os previsíveis resultados cômicos das tentativas. Quando a audiência não atingiu o nível esperado, a administração da emissora cumpriu a ameaça de tirar o programa do ar, substituindo-o por uma reprise dos Atrapalhadões (referidos na própria sitcom como uma imitação barata dos Trapalhões).

## Elenco

### Principal
| Luiz Fernando Guimarães | Jorge Horácio Meneghine |  |  |  |
| Maria Clara Gueiros     | Silvana Campos          |  |  |  |
| David Lucas             | Hélio Campos Meneghine  |  |  |  |
| Dani Barros             | Zenaide                 |  |  |  |
| Patrícya Travassos      | Lívia Leão              |  |  |  |
| Leticia Isnard          | Bianca                  |  |  |  |
| Carlos Mariano          | Cabreira                |  |  |  |
| Pedro Paulo Rangel      | Pascal                  |  |  |  |

### Participações especiais
| Ator/Atriz                | Personagem                          | Episódio                               |
| ------------------------- | ----------------------------------- | -------------------------------------- |
| Ana Furtado               | Verônia Mello                       | 1.01 Vida de Artista Não é Mole Não    |
| Antônio Fragoso           | Gago                                | 1.01 Vida de Artista Não é Mole Não    |
| Rosaly Papadopol          | Bilú                                | 1.01 Vida de Artista Não é Mole Não    |
| Carlos Meceni             | Zeca Barroso de Barros              | 1.01 Vida de Artista Não é Mole Não    |
| Paulo Giardini            | Felipe Fontana                      | 1.01 Vida de Artista Não é Mole Não    |
| Tuna Dwek                 | Lia Lourenço Pedrosa                | 1.01 Vida de Artista Não é Mole Não    |
| Luiz Damasceno            | Vadir Lourenço Pedrosa              | 1.01 Vida de Artista Não é Mole Não    |
| Maristela Chelala         | Adelina Sá                          | 1.01 Vida de Artista Não é Mole Não    |
| Blota Filho               | Peter Mascarenhas                   | 1.02 Rei das Festas                    |
| Sérgio Monte              | Samuquinha (Samuel Leite Júnior)    | 1.02 Rei das Festas                    |
| Antônio Carlos Feio       | Manobrista                          | 1.02 Rei das Festas                    |
| Regiane Alves             | Elizandra Peres                     | 1.03 Hipnose do Amor                   |
| Paulo Vilhena             | Liber Montovani                     | 1.03 Hipnose do Amor                   |
| Carlos Bonow              | Paulo Abdias                        | 1.03 Hipnose do Amor                   |
| Mário Schoemberger        | Bob Sanches                         | 1.04 Santo Remédio                     |
| Graziella Moretto         | Fabiane Mendonça                    | 1.04 Santo Remédio                     |
| Marcelo Adnet             | Rafa                                | 1.04 Santo Remédio                     |
| Guilherme Sant'Anna       | Ícaro Lourenço                      | 1.04 Santo Remédio                     |
| Ana Luiza Folly           | Helenita Lourenço                   | 1.04 Santo Remédio                     |
| Samara Felippo            | Valerie                             | 1.05 Ninguém é de Ninguém              |
| Ricardo Kosovski          | JP                                  | 1.05 Ninguém é de Ninguém              |
| Carlos Capeletti          | Ronaldo Madeira                     | 1.05 Ninguém é de Ninguém              |
| Giovanna Antonelli        | Bia Lopes                           | 1.06 Procura-se uma Namorada           |
| Fábio Yoshihara           | Matsushita                          | 1.06 Procura-se uma Namorada           |
| Cláudia Lira              | Sônia                               | 1.06 Procura-se uma Namorada           |
| Heitor Goldflus           | Fernando                            | 1.06 Procura-se uma Namorada           |
| Flávia Rubim              | Mariana                             | 1.06 Procura-se uma Namorada           |
| Guilherme Sant'Anna       | Ícaro Lourenço                      | 1.06 Procura-se uma Namorada           |
| Ana Luiza Folly           | Helenita Lourenço                   | 1.06 Procura-se uma Namorada           |
| Paulo Betti               | Melo Cupelo                         | 1.07 Que Vença o Melhor!               |
| Mayana Moura              | Kika Glutenforten                   | 1.07 Que Vença o Melhor!               |
| Susana Vieira             | Super Famosa                        | 1.07 Que Vença o Melhor!               |
| Elias Andreato            | Thelmo Clementino                   | 1.07 Que Vença o Melhor!               |
| Carlo Mossy               | Beto Lutz                           | 1.07 Que Vença o Melhor!               |
| Rosana Oliveira           | Celita Bocaiúva                     | 1.07 Que Vença o Melhor!               |
| Magda Gomes               | Marlene                             | 1.07 Que Vença o Melhor!               |
| Jackeline Cardoso         | Karen Briguita                      | 1.07 Que Vença o Melhor!               |
| Créo Kellab               | Elenílson                           | 1.07 Que Vença o Melhor!               |
| Raul Nazário              | Roberto Carlos                      | 1.07 Que Vença o Melhor!               |
| Antônio Nicanor           | Pelé                                | 1.07 Que Vença o Melhor!               |
| Moacyr Rodrigues          | Papa Bento                          | 1.07 Que Vença o Melhor!               |
| Antonio Grassi            | Xuxo Gouveia                        | 1.08 Carnavalzeta                      |
| Marisa Orth               | Charlene Brito                      | 1.08 Carnavalzeta                      |
| Tuna Dwek                 | Lia Lourenço Pedrosa                | 1.08 Carnavalzeta                      |
| Luiz Damasceno            | Vadir Lourenço Pedrosa              | 1.08 Carnavalzeta                      |
| Elias Andreato            | Thelmo Clementino                   | 1.08 Carnavalzeta                      |
| Flavia Alessandra         | Rainha do Carnavalzeta              | 1.08 Carnavalzeta                      |
| Pedro Putziger            | Mr. Larry                           | 1.08 Carnavalzeta                      |
| Antônio Carlos Teixeira   | Adaílton                            | 1.08 Carnavalzeta                      |
| Dudu Azevedo              | Wagner                              | 2.01 O Novo Namorado Novo              |
| Fabiana Gugli             | Mia Rosental                        | 2.01 O Novo Namorado Novo              |
| Arieta Corrêa             | Ísis Helena                         | 2.01 O Novo Namorado Novo              |
| Vânia de Brito            | Margareth                           | 2.01 O Novo Namorado Novo              |
| Rodrigo Penna             | DJ Darksky                          | 2.01 O Novo Namorado Novo              |
| Mayara Constantino        | Sagitariana                         | 2.01 O Novo Namorado Novo              |
| Maria Eduarda de Carvalho | Ruiva Surda                         | 2.01 O Novo Namorado Novo              |
| Natasha Haydt             | Demenor                             | 2.01 O Novo Namorado Novo              |
| Maria Luiza Mendonça      | Vera Gleisiman                      | 2.02 Mudar é Preciso!                  |
| Orieta Castillo           | Maria                               | 2.02 Mudar é Preciso!                  |
| Guilhermina Guinle        | Lú Mirela                           | 2.02 Mudar é Preciso!                  |
| Júlia Lemmertz            | Ivana Stein                         | 2.03 Tem Sentido Isso?                 |
| Débora Nascimento         | Débora Lúcia                        | 2.03 Tem Sentido Isso?                 |
| Wladimir Candini          | Oscar Alhadas                       | 2.03 Tem Sentido Isso?                 |
| Pia Manfroni              | Maria José                          | 2.03 Tem Sentido Isso?                 |
| Renata Mór                | Sheila                              | 2.03 Tem Sentido Isso?                 |
| Javert Monteiro           | Dr. Papiscki                        | 2.03 Tem Sentido Isso?                 |
| Rose Abdallah             | Ruth                                | 2.03 Tem Sentido Isso?                 |
| Márcia Fialho             | Raquel                              | 2.03 Tem Sentido Isso?                 |
| Júlia Lemmertz            | Ivana Stein                         | 2.04 A Chave Mestra                    |
| Paulo Gustavo             | Bob Calheiros                       | 2.04 A Chave Mestra                    |
| Elias Andreato            | Thelmo Clementino                   | 2.04 A Chave Mestra                    |
| Rogério Rangel Costa      | Deputado Nelson Castanheira Neto    | 2.04 A Chave Mestra                    |
| Cora Zobaran              | Tia Lulu Castanheira                | 2.04 A Chave Mestra                    |
| Lenita Medina             | Regina Castanheira                  | 2.04 A Chave Mestra                    |
| Gabriella Gommes          | Débora Castanheira                  | 2.04 A Chave Mestra                    |
| Claudia Raia              | Brenda                              | 2.05 Cuidado, Isso Mancha!             |
| Cauã Reymond              | Teco Fialho                         | 2.05 Cuidado, Isso Mancha!             |
| Clarice Niskier           | Gilda Medagliere                    | 2.05 Cuidado, Isso Mancha!             |
| Carlos Nunes              | Ted SandronI                        | 2.05 Cuidado, Isso Mancha!             |
| Stella Miranda            | Drª Lucy Gandolf                    | 2.06 Piada de Português                |
| Roney Facchini            | Manuel                              | 2.06 Piada de Português                |
| Carmen Frenzel            | Maria                               | 2.06 Piada de Português                |
| Chico Tenreiro            | Botelho Braga                       | 2.06 Piada de Português                |
| Crispim Júnior            | Jacinto Aquino Rêgo                 | 2.06 Piada de Português                |
| Vicentini Gomez           | Blota                               | 2.06 Piada de Português                |
| Marisa Orth               | Amanda Melado                       | 3.01 Onde Foi Parar o Ganso Biscoito?  |
| Jonatas Faro              | Breno                               | 3.01 Onde Foi Parar o Ganso Biscoito?  |
| Cláudio Galvan            | Luís                                | 3.01 Onde Foi Parar o Ganso Biscoito?  |
| Andréia Rossi             | Bia                                 | 3.01 Onde Foi Parar o Ganso Biscoito?  |
| Ronaldo Tortelli          | Ney                                 | 3.01 Onde Foi Parar o Ganso Biscoito?  |
| Rejane Zilles             | Manuela                             | 3.01 Onde Foi Parar o Ganso Biscoito?  |
| Alinne Moraes             | Bel Schetini                        | 3.02 Bel dos Sete Véus                 |
| Francisca Queiróz         | Grace                               | 3.03 Silvana? Jogadora?                |
| Bianca Joy                | Mariella                            | 3.03 Silvana? Jogadora?                |
| Lica Oliveira             | Pietra                              | 3.03 Silvana? Jogadora?                |
| Ana Paula Pedro           | Íris                                | 3.03 Silvana? Jogadora?                |
| Beta Perez                | Nica                                | 3.03 Silvana? Jogadora?                |
| Sheila Agued              | Tininha                             | 3.03 Silvana? Jogadora?                |
| Pedro Farah               | Nestor                              | 3.03 Silvana? Jogadora?                |
| Débora Bloch              | Ellen Murtinho                      | 3.04 Noite de Queijos e Vinhos         |
| Suzana Pires              | Caroline                            | 3.04 Noite de Queijos e Vinhos         |
| Ivone Hoffmann            | Hilda                               | 3.04 Noite de Queijos e Vinhos         |
| Cristina Prochaska        | Regina                              | 3.04 Noite de Queijos e Vinhos         |
| Fabiana Gugli             | Mariana Trolheiros/MônicaTrolheiros | 3.05 Jorge Horácio e As Gêmeas         |
| Miguel Kelner             | Leandro Teodoro                     | 3.05 Jorge Horácio e As Gêmeas         |
| Ângela Vieira             | Ellen Biachini                      | 3.06 Virando Mulher Para Não ir Preso! |
| João Bourbonnais          | Elenilson Pena                      | 3.06 Virando Mulher Para Não ir Preso! |
| Chico Terrah              | Elísio                              | 3.06 Virando Mulher Para Não ir Preso! |
| Bruna Pietronave          | Lú Baronese                         | 3.07 Segredos Chocantes!               |
| Tatiana Monteiro          | Nina Italianinha                    | 3.07 Segredos Chocantes!               |
| Júlia Lemmertz            | Wanda Maxuell                       | 3.08 Imprevistos Acontecem             |
| Regiana Antonini          | Cristiana Machorra                  | 3.08 Imprevistos Acontecem             |
| Mário Hermeto             | Dr. Rafael Bechat                   | 3.08 Imprevistos Acontecem             |
| Mabel Tube                | Bolachuda                           | 3.08 Imprevistos Acontecem             |
| Sylbeth Soriano           | Carnuda                             | 3.08 Imprevistos Acontecem             |
| Danielle Winits           | Priscila Moneda                     | 3.09 Nada de Baixaria!                 |